# Гелен Фостер
Ге́лен Фо́стер (англ. Helen Foster; нар. 23 травня 1906, Індепенденс, Канзас, США — пом. 25 грудня 1982, Лос-Анджелес, Каліфорнія, США) — американська кіноакторка.

## Життєпис

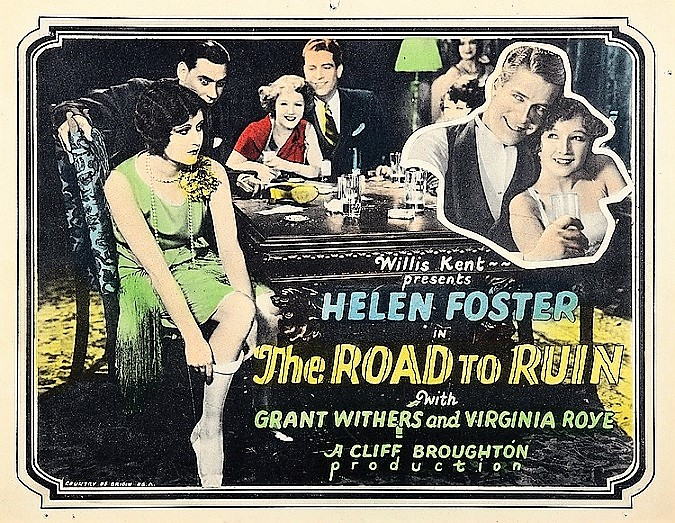

Гелен Фостер народилася 23 травня 1906 року в містечку Індепенденс, штат Канзас. Закінчила школу в Канзас-Сіті, та пансіон для дівчат у Флориді.
Акторську кар'єру розпочала в 1924 році фільмуючись в короткометражках та вестернах. Загалом вона зіграла у більш як 40 стрічках.
У 1956 фільмі Гелен Фостер зіграла в стрічці «Навколо світу за 80 днів», яка стала останньою в її кар'єрі.
Гелен Фостер померла 25 грудня 1982 року в Лос-Анджелесі.

## Вибіркова фільмографія
| Рік  |   | Українська назва           | Оригінальна назва           | Роль                        |
| ---- | - | -------------------------- | --------------------------- | --------------------------- |
| 1956 | ф | Навколо світу за 80 днів   | Around The World In 80 Days | Екстра (немає в титрах)     |
| 1948 | ф | Телефонувати: Нортсайд 777 | Call Northside 777          | секретарка (немає в титрах) |
| 1948 | ф | Добряк Сем                 | Good Sam                    | епізод                      |
| 1940 | ф | Людина з Заходу            | The Westerner               |                             |
| 1932 | ф | Семінар «Спокуса»          | Temptation's Workshop       |                             |
| 1932 | ф | Молода кров                | Young Blood                 | Гейл Зімас                  |
| 1929 | ф | Золотошукачі Бродвею       | Gold Diggers of Broadway    | Віолет Дайн                 |
| 1929 | ф | Так довго Летті            | So Long Letty               | Саллі Девіс                 |
| 1929 | ф | Лінда                      | Linda                       | Лінда                       |
| 1925 | ф | Турист                     | The Tourist                 | короткометражка             |
| 1925 | ф | Мийка                      | Cleaning Up                 | дружина                     |